# D.o.A: The Third and Final Report of Throbbing Gristle
D.o.A: The Third and Final Report of Throbbing Gristle es el segundo álbum de estudio del grupo de musical industrial Throbbing Gristle, lanzado en diciembre de 1978 bajo el sello Industrial Records. 

## Lanzamiento
Las primeros 1,000 unidades emitidas se adjuntaron con un calendario de tarjetas con fotos a color de una niña en una cama. Otra copia de 1,000 copias se recortó con marcadores de pistas falsas (las "bandas" visibles en un disco de vinilo) para darle la apariencia de tener dieciséis pistas todas de exactamente la misma longitud. El sencillo «United», que había ganado algo de popularidad debido a su estilo relativamente accesible, se incluyó en el álbum a una velocidad de hasta dieciséis segundos desde su duración original de poco más de cuatro minutos.

## Crítica
La revista Pitchfork describió el álbum como "una obra maestra nauseabunda y una grabación esencial". En el sitio web AllMusic declaró que el álbum "es casi tan duro e intransigente como The Second Annual Report. Si bien ambos álbumes son una mezcla de material en vivo y de estudio, DoA es mucho más variado estilísticamente, en lugar de centrarse en múltiples versiones de las mismas piezas (más una partitura cinematográfica de 20 minutos), cada una de las 13 pistas es distinta, desde conversaciones capturadas hasta creaciones completamente compuestas ".
El álbum se incluyó en el libro de los 1001 discos que hay que escuchar antes de morir.  En el álbum, el miembro de TG Chris Carter recordó: "DoA mostró algunos de nuestros trabajos más fuertes y estableció el rumbo al que nos dirigiríamos".

## Lista de canciones
Todas las canciones escritas y compuestas por Throbbing Gristle (Genesis P-Orridge, Cosey Fanni Tutti, Chris Carter, Peter Christopherson), excepto donde se indique.. 
| Lado A |                                 |          |  |
| N.º    | Título                          | Duración |  |
| 1.     | «I.B.M.»                        | 02:35    |  |
| 2.     | «Hit by a Rock»                 | 02:32    |  |
| 3.     | «United»                        | 00:16    |  |
| 4.     | «Valley of the Shadow of Death» | 04:01    |  |
| 5.     | «Dead on Arrival»               | 06:08    |  |
| 6.     | «Weeping»                       | 05:31    |  |

| Side B |                      |          |  |
| N.º    | Título               | Duración |  |
| 1.     | «Hamburger Lady»     | 04:15    |  |
| 2.     | «Hometime»           | 03:46    |  |
| 3.     | «AB/7A»              | 04:31    |  |
| 4.     | «E-Coli»             | 04:16    |  |
| 5.     | «Death Threats»      | 00:41    |  |
| 6.     | «Walls of Sound»     | 02:48    |  |
| 7.     | «Blood on the Floor» | 01:07    |  |

| CD bonus tracks |                              |          |  |
| N.º             | Título                       | Duración |  |
| 14.             | «Five Knuckle Shuffle»       | 06:43    |  |
| 15.             | «We Hate You (Little Girls)» | 02:08    |  |

| 2011 remastered edition bonus disc |                                                 |          |  |
| N.º                                | Título                                          | Duración |  |
| 1.                                 | «Introduction» (en vivo)                        | 01:15    |  |
| 2.                                 | «It's Always the Way» (en vivo)                 | 05:40    |  |
| 3.                                 | «Industrial Muzak» (en vivo)                    | 06:23    |  |
| 4.                                 | «Cabaret Voltaire» (en vivo)                    | 04:03    |  |
| 5.                                 | «Hamburger Lady» (en vivo)                      | 03:53    |  |
| 6.                                 | «IBM» (en vivo)                                 | 05:22    |  |
| 7.                                 | «New After Cease to Exist Soundtrack» (en vivo) | 04:46    |  |
| 8.                                 | «Whistling Song» (en vivo)                      | 05:35    |  |
| 9.                                 | «Mother Spunk» (en vivo)                        | 03:38    |  |
| 10.                                | «Five Knuckle Shuffle»                          | 02:08    |  |
| 11.                                | «We Hate You (Little Girls)»                    | 06:48    |  |

## Personal
- Genesis P-Orridge – voces, bajor, violín, efectos (track A6), producción (tracks A1–A3, A5, B1, B4, B6 and B7)
- Cosey Fanni Tutti – guitar líder, efectos, cintas, producción (tracks A1–A3, A5, B1, B4, B6 and B7)
- Chris Carter – sinterizador, electrónicos, cintas, producción (tracks A1–A3, A5, B1, B4, B6 and B7)
- Peter Christopherson – cintas, electrónicos, producción (tracks A1–A4, A5, B1, B4, B6 and B7}

Personal adicional
- Robin Banks – voces (track B5)
- Simone Estridge – voces (track B5)